# Le Retour de Frank James
Pour plus de détails, voir Fiche technique et Distribution.
Le Retour de Frank James (The Return of Frank James) est un film américain de Fritz Lang sorti en 1940. Ce film est réalisé comme la suite de Le Brigand bien-aimé, film sorti en 1939 qui avait connu un grand succès.

## Synopsis
Le Retour de Frank James débute par la mort de Jesse James, abattu dans le dos par les frères Ford, ce qui fait le lien avec la narration du film précédent dans lequel cette mort n'avait été que suggérée par une vue de sa maison et le son des coups de feu. Les frères Ford sont jugés pour meurtre, mais aussitôt graciés après leur condamnation.  
Afin de venger la mort de son frère, Frank James, qui vit sous un nom d'emprunt comme un modeste fermier, part alors à la recherche des deux frères Ford. Il est aidé par son neveu Clément, puis, au milieu de film, par une jeune journaliste, Eleanor Stone.

## Fiche technique
Fritz Lang renoue avec la réalisation après l'échec commercial en 1938 de son film Casier judiciaire. Il est pressenti pour mettre en scène ce western, genre qu'il n'avait pas encore abordé. Le scénario a été rédigé immédiatement après le succès du premier film sur les frères James, Le Brigand bien-aimé, et il n'y apporte que des retouches mineures, éliminant quelques scènes de la romance entre Frank James et Eleanor Stone.
- Titre : Le Retour de Frank James
- Titre original : The Return of Frank James
- Réalisation : Fritz Lang
- Assistant-réalisateur (non crédité) : Aaron Rosenberg
- Production : Darryl F. Zanuck et Kenneth Macgowan pour la Twentieth Century Fox
- Scénario : Sam Hellman
- Musique : David Buttolph
- Photographie : George Barnes, William V. Skall (associé)
- Direction artistique : Richard Day et Wiard Ihnen
- Costumes : Travis Banton
- Montage : Walter Thompson
- Pays d'origine : États-Unis
- Langue : anglais
- Format : Couleur Technicolor
- Genre : Western
- Durée : 92 minutes
- Date de sortie : 1940 (USA)
- Affiche : Constantin Belinsky (France)

## Distribution
Huit acteurs du film qui avaient figuré dans le film précédent sont réengagés, dont Henry Fonda qui reprend le rôle de Frank James, John Carradine celui de Bob Ford, Henry Hull pour le major Cobb et Ernest Whitman, le domestique noir Pinky.
- Henry Fonda : Frank James
- Gene Tierney : Eleanor Stone
- Jackie Cooper : Clem
- Henry Hull : major Rufus Cobb
- John Carradine : Bob Ford
- J. Edward Bromberg : George Runyan
- Donald Meek : McCoy
- Eddie Collins : le chef de gare à Eldora
- George Barbier : juge Ferris
- Russell Hicks : le procureur
- Ernest Whitman : « Pinky » Washington
- Charles Tannen : Charlie Ford
- Victor Kilian : le prêcheur
- George Chandler : Roy
- Lloyd Corrigan : Randolph Stone
- Barbara Pepper : Nellie Blane
- Stymie Beard : Mose
- Louis Mason : un gardien
- Irving Bacon : un témoin
- Frank Shannon : le shérif
- William Pawley : un acteur
- Frank Sully : un acteur
- Davidson Clark : un officier
- Adrian Morris : un détective à Denver
- Lillian Yarbo : la servante d'Eleanor

## Autour du film
- Premier film pour Gene Tierney.